# Antoinette Vischer
Antoinette Vischer (Basilea; 13 de febrero de 1909 - 28 de diciembre de 1973) fue una clavecinista y mecenas suiza, promotora de la música contemporánea. Dio un impulso decisivo para que el clavecín se convirtiera en un instrumento vanguardista, y que compositores como Ligeti, Cage, Brown y Martinů compusieran piezas para dicho instrumento las cuales se convirtieron en parte del repertorio del mismo.

## Biografía

### Formación musical
Antoinette Vischer estudió piano desde 1929, en el Conservatorio de Basilea. En 1931 tomó un curso con la clavecinista Wanda Landowska, lo que hizo que cambiara de instrumento al clavecín.
Se dedicó a estudiar la música antigua para clavecín, pero en la década de 1950 dio un vuelco al repertorio del siglo XX.

### Encargos musicales
Vischer encargó obras para clavecín a unos 38 compositores, entre los que destacan Hans Werner Henze, Luciano Berio, Bohuslav Martinů, Maurice Ohana, Isang Yun, Duke Ellington, Earle Brown, Cathy Berberian, Boris Blacher, Mauricio Kagel, John Cage, y György Ligeti. Sobre su carácter de mecenas y patrocinadora, Friedrich Dürrenmatt escribió:
Antoinette Vischer ha pasado a los anales de la historia de la música de la manera más legítima: como patrocinadora. Hizo que los compositores modernos y ultramodernos de nuestro tiempo se interesaran por un instrumento anticuado: el clavecín. Como resultado, el instrumento pasado de moda se volvió moderno y su calidad abstracta se adaptaba a la música moderna. 

Al encargarle composiciones, Vischer llevó la música moderna por nuevos caminos. La forma en que hizo esto demuestra cuán conscientemente procedió... Sabía a quién le estaba encargando y se le proporcionó lo que quería: retratos musicales de compositores de ellos mismos, en el sentido de que tenían que ocuparse de tareas aparentemente desconocidas. Así, a través de las artimañas de una mujer una vez más, nació algo nuevo.
Martinů, que ya había compuesto un Concierto para clavecín, compuso en 1958 una Sonata para clavecín para Antoinette Vischer. La obra posee tres pequeños movimientos conectados. Tiene un estilo que hace alusión a los sonidos checos de la patria natal del compositor. También tiene referenFrcias al Concierto para violonchelo de Antonín Dvořák.
En 1969, la cantante y compositora Cathy Berberian, ideó la pieza Morsicat(h)y, una pieza aleatoria cuyo título es un juego de palabras que hace alusión al nombre de la compositora, al código Morse y a la muerte de un mosquito. Durante la pieza, la intérprete tocaba de acuerdo a métricas específicas. Con la mano derecha simulaba los sonidos de un mosquito y con la izquierda intentaba alejarlo. La pieza requería usar ritmos determinadas del código Morse telegráficos, a partir de una tabla en la partitura. Sin embargo, la pieza requiere que la determinación de los tonos se haga a partir de la interacción con la compositora a través de correspondencia. La última vez que se ejecutó la pieza de forma auténtica (con las indicaciones de la compositora) fue el 5 de octubre de 1982, en un recital de la clavecinista Marilyn Saker.

## Discografía
- Hans Werner Henze: Cembalo Modern + Jazz. Antoinette Vischer / George Gruntz / Guy Pedersen / Daniel Humair. Philips, 1964[3]
- Insang Yun: Shao Yang Yin / Earle Brown: Nine Rare Bits. Wergo, 1967[4]
- György Ligeti: Requiem; Lontano; Continuum. Sinfonieorchester des Hessischen Rundfunks / Chor des Bayerischen Rundfunks / Sinfonieorchester des Südwestfunks / Michael Gielen / Wolfgang Schubert / Ernest Bour / Liliana Poli / Barbra Ericson / Antoinette Vischer. 1968[5]
- Das Moderne Cembalo Der Antoinette Vischer. Wego, 1969[6]
- John Cage: HPSCHD / Ben Johnston: String Quartet No. 2. The Composers Quartet / Antoinette Vischer / Neely Bruce / David Tudor. 1969[7]
- Isang Yun: Loyang; Gasa; Réak; Shao Yang Yin; Tuyaux sonores. Heliodor, 1979. Wergo, 1998[8]
- György Ligeti: Atmospheres; Continuum für Cembalo solo. Wergo[9]
- György Ligeti: Continuum; Zehn Stücke für Bläserquintett; Artikulation; Glissandi; Etüden für Orgel; Volumina. Grabado en 1957. Wergo, 1977/1988[10]